# МедиаАртЛаб
Центр культуры и искусства «МедиаАртЛаб» — независимая некоммерческая организация в сфере культуры и медиатехнологий, а также сообщество режиссёров, художников, искусствоведов и других медиа-активистов. Центр занимается определением понятия медиакультуры, её продвижением в России и обсуждением проблем, а также поиском медиатехнологий и использованием их в культуре. МедиаАртЛаб формирует аудиовизуальный архив, который включает видео-арт, документальное, интерактивное и экспериментальное кино, музыкальные арт-клипы, ТВ-арт, различные медийные проекты, видеоакционизм, компьютерную графику, software art, CD-ROM art и другое. Центр организует всероссийские и международные проекты и мероприятия, занимается образовательной деятельностью, устраивает популярные лекции, с 2012 по 2015 год при центре работала открытая школа.
Учредитель и директор центра — куратор, историк искусств, преподаватель Ольга Шишко, которая с 2012 по 2015 год была заместителем генерального директора Музейно-выставочного объединения «Манеж», а с 2016 года стала заведующей отделом кино и медиа-искусства ГМИИ имени Пушкина.

## История

### Создание центра
МедиаАртЛаб открылся в 1995 году как лаборатория видео-арта и медийного искусства, или медиаискусства. Одной из задач лаборатории было формирование в России понятия «медиакультура». В 1998—1999 годах искусствовед Ольга Шишко и медиахудожник Алексей Исаев создали отдел МедиаАртЛаб на базе секции искусства новых технологий Центра современного искусства, учрежденного в Москве фондом Джорджа Сороса. Отдел Шишко и Исаева занимался всеми интернет-проектами центра.
Уже в 2000 году они учредили в столице собственный Центр культуры и искусства «МедиаАртЛаб». В то время в сфере медиаискусства помимо центра работал Государственный центр современного искусства. В начале своей деятельности МедиаАртЛаб сотрудничал с Домом журналиста. В 2001 году в Домжуре открылся МедиаАртКлуб и проводился показ современного авторского неигрового кино.

### Медиа Форум
С самого начала работы МедиаАртЛаб организует «Медиа Форум», который является официальной программой Московского международного кинофестиваля. Задача форума — «проверить жизнеспособность экспериментального искусства в среде, где не делаются скидки на возраст и радикальность идеологии, эстетики и технологии». В 2000 году «Медиа Форум» открывался программой Центра Жоржа Помпиду, тогда же показали австралийское трэш-кино и видео-арт 1990-х, собранный Гёте-институтом, видео-арт из коллекции Монтевидео и коллекцию работ лауреатов Международного конкурса «Видео-арт». На следующий год МедиаАртЛаб проводил форум при сотрудничестве с Генеральной дирекцией международных кинофестивалей «Интерфест». Международная конференция второго форума «Access to Excess / Доступ ко вседоступному» проводилась в Доме журналистов, где обсуждались проблемы архивации и презентации произведений медиаискусства.
В 2010 году в рамках форума в Музее современного искусства и в «Гараже» был организован интернациональный проект «Transitland: После падения Берлинской стены, 1989—2009», посвящённую постсоветскому развитию «стран народной демократии». В 2012-м основным проектом «Медиа Форума» было «Погружения. В сторону тактильного кинематографа». В 2014-м форум отказался от выставочной части, была организована конференция «От монтажа аттракционов до нейрокино», где показали медиаспектакль «Смерть Тарелкина», созданного школой «Манеж/МедиаАртЛаб» в сотрудничестве с Центром танца и перформанса «ЦЕХ» и балетом «Москва». В июне 2015-го Манеж, МедиаАртЛаб и галерея «Триумф» в рамках форума устроили специальный показ проектов в летнем кинотеатре Музеона.

### Медиа Музей
Аудиовизуальный архив центра изначально был доступен в Домжуре по предварительной записи, база данных в виде интернет-архива была разработана сотрудниками центра. На тот момент база содержала 1500 произведений. В 2005 году центр провёл временную экспозицию «Музей медиа» на «Fабрике», а в октябре 2007-го презентовал Музей экранной культуры «Медиа Музей», организованный сообществом режиссёров и художников. В собрании музея находились не только классические и современные объекты, собранные за десять лет существования центра, но и интерактивные, в том числе трёхмерные модели ключевых произведений медиаискусства. На тот момент собрание включало более 2 тыс. работ и почти на 2/3 состояло из произведений иностранных художников, например, Вито Аккончи, Брюса Наумана и Билла Виола, современные отечественные художники были представлены работами Аристарха Чернышёва и Алексея Шульгина, Виктора Алимпиева, группы «Синий суп». Часть объектов по договору можно было экспонировать или использовать только в учебных целях, потому что они не являлись собственностью центра.
Отсутствие собственного помещения музея объяснялось тем, что проект будет демонстрироваться в разных городах России. Открытие медиамузея планировалось на территории около 500 м² «Винзавода» на деньги конкурсного гранта «Меняющийся музей в меняющемся мире» фонда Владимира Потанина. Там же на этой площади должны были выставляться авторские работы и инсталляции. Предполагалось, что к медиатеке будет открыта образовательная программа, и посетители смогут создавать собственные ролики, но открытие так и не состоялось.
Музейным сотрудникам важно сделать шаг к посетителю. Музей должен зажить и как театр, и как зона эксперимента. Современные музеи — это ведь не только выставочное пространство. Сейчас это зона синтеза всех искусств. Нельзя делить искусство на арт-выставки и на хранение древностей.— Ольга Шишко
В 2012 году Центр культуры и искусств «МедиаАртЛаб» разместился на верхнем этаже Манежа на площади 650 м², взял название Музей экранной культуры «МедиаАртЛаб» и стал первой публично доступной коллекцией медиаискусства в России. В залах медиатеки было установлено дорогостоящее оборудование и настроена проекция видео на все поверхности, включая стены и потолок.

### Открытая школа
Школа «МедиаАртЛаб» была запущена при Музее экранной культуры в Манеже в 2012 году и проработала до 2015-го. Обучение в школе было бесплатным и длилось два года, финансовую поддержку оказывал Фонд Михаила Прохорова. Школа была рассчитана на современных художников и кураторов, там преподавали особенности медиаискусства, паблик-арта и других направлений. Первый подготовленный курс 2013/14 сезона назывался «Визуальный эксперимент». Среди преподавателей были Ольга Шишко, арт-директор Манежа Марина Лошак, куратор Иосиф Бакштейн, художник Андрей Великанов, также для чтения лекция приглашались западные специалисты. Занятия проходили три раза в неделю, часть лекций была открыта для свободного посещения всем желающим.
Выпускной работой школы являлись медиапроекты. В 2015 году студенты школы представили работы на выставке «Помехи в порядке вещей» в МВЦ «Рабочий и колхозница». В том же году мультимедийный перформанс «Смерть Тарелкина», созданный выпускниками школы Евгенией Долининой, Верой Коняшовой, Романом Кутновым, Александром Лещевым, Глебом Нечаевым, Мариной Рагозиной и Марией Сокол, победил в номинации «Новая генерация» премии «Инновация». В сентябре 2015-го в рамках VI Московской биеннале молодого искусства выпускница школы «МедиаАртЛаб» Алёна Шаповалова участвовала в проекте «Паноптикум», который проводился во Дворце культуры МГТУ имени Баумана.
За время работы школы учащиеся реализовали несколько проектов: выставки «Медиавирусы», «Вместо глаз увеличительные стекла», «Постиджитал. Разные границы», персональные выставки студентов в цикле «Большие надежды», проекты в рамках фестиваля «Ночь новых медиа» в Никола-Ленивце и на Международном симпозиуме «Pro&Contra Медиакультуры».

## Современность
В 2013 году Марина Лошак ушла с поста руководителя Манежа и стала директором ГМИИ имени Пушкина. С её приходом в музее стали чаще размещаться выставки современного искусства. ГМИИ заявлял о намерении расширяться и продюсировать проекты современных художников, в том числе работающих в области медиа-арта. Тогда же было озвучено предложение МедиаАртЛаб присоединиться к музею.
Мы смотрим в будущее, а без медиаискусства невозможно обойтись сегодня. Зная репутацию этих людей, их очень серьезный музейный подход ко всему, что происходит, мы рассчитываем на сотрудничество.— Марина Лошак
В декабре 2015-го МедиаАртЛаб переехал в ГМИИ имени Пушкина, он остался под руководством Ольги Шишко, которая ушла с поста заместителя гендиректора МВО «Манеж». Сотрудничество открылось выставкой «Впечатления 2.0» — показ четырёх инсталляций в главном здании музея.
В «Манеже» в последнее время всё меньше возможностей для современного искусства. У нас большой архив. Надеюсь, когда-нибудь мы получим собственную площадку. — Ольга Шишко
Открытая школа центра изначально разместилась на территории флигеля усадьбы Голицыных. Шишко руководит отделом кино- и медиаискусства, она стала куратором нового музейного направления «Пушкинский XXI», и в рамках этого партнёрства МедиаАртЛаб организовал в доме Голицыных проекты «Дом впечатлений. Классика и современность медиаискусства» и «Дом впечатлений. Прогулка с трубадуром», который был номинирован на премию «Инновация». После переезда МедиаАртЛаб продолжают образовательную деятельность, например, в 2016-м прошёл цикл лекций «Искусство и история движущегося образа. XX—XXI века».

## Медиапроекты
В 2002 году МедиаАртЛаб при финансовой поддержке фонда Потанина предоставлял материалы для партнёрского проекта «Живая архитектура» в петербургском Музее Анны Ахматовой в Фонтанном доме. А на 22-летии петербургского арт-центра «Пушкинская, 10» в 2011-м центр привёз московскую видеопрограмму «Transitland».
В 2010-м передвижная мультимедийная экспозиция «Наука—Технология—Искусство» центра «МедиаАртЛаб» победила в конкурсе проектов «Научный музей в XXI веке», который проводил фонд «Династия» Дмитрия Зимина. Директором по развитию центра в это время (2008—2012) была Наталья Фукс — куратор, основатель арт-практики ARTYPICAL. После работы в центре она стала руководителем программы Polytech.Science.Art в Политехническом музее, а в 2017—2018 годах занимала пост заместителя директора и руководителя сектора мультимедийных программ ГЦСИ.
В 2013 году МедиаАртЛаб совместно с Гёте-институтом провели выставку «Размышляя о смерти», посвящённую табуированной в обществе теме. Кураторы представили мировую культурную традицию освещения смерти и тенденции последнего десятилетия к показу в медиа насильственного лишения жизни. В мае того же года в рамках столичного венского фестиваля sound: frame центр МедиаАртЛаб организовал выставку «collective» и вечеринку Vienna Art Night.
В 2014-м рамках года Великобритании в России МедиАртЛаб при поддержке Минкульта и Британского совета подготовил в Манеже выставку «Золотой век русского авангарда». Автором программы выступил Питер Гринуэй совместно с Саскией Боддеке, а кураторами — Ольга Шишко и Елена Румянцева. В главном зале Манежа было установлено 18 экранов, куда проецировались «ожившие» произведения русского авангарда. Эта выставка послужила началом долгосрочной образовательной программы «Проекции авангарда», в рамках которой с лекциями выступали аудиовизуальные художники, проводились кинопоказы и архитектурные экскурсии. В 2015-м Шишко и Румянцева получили премию The Art Newspaper Russia в номинации «Выставка года» за проект «Золотой век русского авангарда».
МВО «Манеж», центр «МедиаАртЛаб» и галерея «Триумф» за период с декабря 2013-го по декабрь 2014 год организовали около десятка персональных выставок молодых медиахудожников, таких как Елена Коптяева, Анастасия Кузьмина, Алиса Таёжная. Цикл закрылся итоговым проектом «Большие надежды» в Большом зале Манежа.
В октябре 2014 года МедиаАртЛаб участвовал в конференции Центра современной музыки Московской консерватории имени Чайковского. Целью мероприятия было проследить, как менялся ландшафт современного искусства в течение последних 20 лет и как новое искусство повлияло на развитие общества.
В 2015 году центр совместно с Манежем и галереей «Триумф» запустили двухлетний цикл «Отцы и дети», который включал в себя несколько выставок в жанре кино и видео-арта художников разных поколений. Это был последний проект, который центр проводил совместно с Манежем.
Остальное
- Онлайн-фестивали «Да-Да-Net» и «Trash-art»[69].
- Сетевой региональный проект «NonStopMedia», который МедиаАртЛаб при поддержке фонда Сороса вывозил в Нижний Новгород, Киров, Ижевск и Йошкар-Олу[4].
- Совместный с Нижним Новгородом образовательный проект «Полиэкран»[70].
- Созданный для факультета культурного менеджмента «Шанинки» дистанционный курс «Медиа-культура/Современное искусство»[1].